# Suspilne
A Natsionalna Telekompaniya Ukrayiny (em ucrâniano: Національна Телекомпанія України; em português: Companhia Nacional de Televisão da Ucrânia), é a principal televisão transmissora da Ucrânia. A televisão é membra da UER, usufruindo assim de vários benefícios. Nesta televisão, todos os espetáculos relacionados com a Eurovisão, são transmitidos.

## Televisão
Atualmente a rede da Suspilne está organizada da seguinte maneira:

### Rede nacional
- Pershyi
- Suspilne Kultura

### Rede regional
- Suspilne Crimeia (República Autónoma da Crimeia)[1]
- Suspilne Chercássi (antiga Ros) (Oblast de Chercássi)[2]
- Suspilne Chercássi (antiga Siver) (Oblast de Chercássi)[3]
- Suspilne Chernivtsi (antiga Bukovina) (Oblast de Chernivtsi)[4]
- Suspilne Donbas (antiga DoTB em Donetsk Oblast e LOT em Luhansk) (Oblast de Donetsk e Luhansk)[5]
- Suspilne Dnipro (antiga 51) (Oblast de Dnipropetrovsk)[6]
- Suspilne Ivano-Frankivsk (antiga Karpaty) (Oblast de Ivano-Frankivsk)[7]
- Suspilne Carcóvia (antiga OTB) (Oblast de Carcóvia)[8]
- Suspilne Kherson (antiga Skifiya) (Oblast de Kherson)[9]
- Suspilne Khmelnytskyi (antiga Podillya-Centr) (Oblast de Khmelnytskyi)[10]
- Suspilne Kiev (antiga Centralnyi Kanal) (Oblast de Kiev e Kiev)[11]
- Suspilne Quirovogrado (antiga Kirovohrad) (Oblast de Quirovogrado)[12]
- Suspilne Lviv (antiga TRC Lviv) (Oblast de Lviv)[13]
- Suspilne Mykolaiv (antiga Mykolaiv) (Oblast de Mykolaiv)[14]
- Suspilne Odessa (antiga ODT) (Oblast de Odessa)[15]
- Suspilne Poltava (antiga Ltava) (Oblast de Poltava)[16]
- Suspilne Rivne (antiga RTB) (Oblast de Rivne)[17]
- Suspilne Sume (Sume)[18]
- Suspilne Ternopil (antiga TTB) (Oblast de Ternopil)[19]
- Suspilne Vinítsia (antiga Vintera) (Oblast de Vinítsia)[20]
- Suspilne Volínia (antiga Nova Volyn) (Oblast de Volínia)[21]
- Suspilne Transcarpátia (antiga Tysa-1) (Oblast de Transcarpátia)[22]
- Suspilne Zaporíjia (antiga Zaporíjia) (Oblast de Zaporíjia)[23]
- Suspilne Jitomir (antiga Jitomir) (Oblast de Jitomir)[24]